# Apistogramma mendezi
Apistogramma mendezi är en fiskart som beskrevs av Römer, 1994. Apistogramma mendezi ingår i släktet Apistogramma och familjen Cichlidae. Inga underarter finns listade i Catalogue of Life.